# Swin Cash
Swintayla Marie "Swin" Cash, född den 22 september 1979 i McKeesport i Pennsylvania, är en amerikansk före detta professionell basketspelare som tog guld vid olympiska sommarspelen 2004 i Aten och guld vid olympiska sommarspelen 2012 i London.
Cash hade en framgångsrik karriär i Women's National Basketball Association (WNBA) 2002–2016.

## Klubbar
- Detroit Shock (2002–2007)
- Seattle Storm (2008–2011)
- Chicago Sky (2012–2013)
- Atlanta Dream (2014)
- New York Liberty (2014–2016)